# El Hijo Pródigo (revista)
El Hijo Pródigo fue una revista de literatura y arte publicada en México entre 1943 y 1946. Pese a su corta existencia representó un espacio innovador en donde colaboraron Samuel Ramos, Xavier Villaurrutia, Alí Chumacero, Octavio Paz, entre otros, bajo la dirección de Octavio G. Barreda. En sus 42 números incluyó poesía, narrativa y crítica a las artes plásticas mexicanas.
La fundación de la revista ocurrió luego de una plática entre Octavio Barreda y Octavio Paz, quienes consideraron que en México hacía falta una publicación de alta calidad dedicada a la literatura y al arte a semejanza de otras existentes en el mundo. Dos palabras rigieron el concepto de cada número: imaginación y realidad, términos bajo los cuales se desarrollaba la revista reduciendo el esteticismo y en fomentar lo que nombraron arte dirigido.